# Pokolj u Izjumu
Dana 15. rujna 2022. godine kod grada Izjuma u Ukrajini otkriveno je nekoliko masovnih grobnica nakon što su ukrajinske snage oslobodile grad od ruske okupacije tijekom Invazije Rusije na Ukrajinu 2022. godine. U jednoj od otkrivenih grobnica bilo je pokopano barem 440 tijela.

## Otkriće grobnica
Prvi dokazi o postojanju masovnih grobnica počeli su se pojavljivati 15. rujna 2022. nakon što su ukrajinske snage u Harkivskoj ofenzivi odbacile ruske snage iz šire okolice grada Izjuma.U obližnjoj šumi bilo je stotinjak grobova označenih jednostavnim drvenim križevima koji su bili označeni samo brojevima. Jedan od većih grobova sadržavao je oznaku na kojoj je pisalo da je u grobu pokopano 17 ukrajinskih vojnika. Do idućeg dana, timovi istražitelja pronašli su preko 445 grobova kako civila, tako i vojnika. U nekim slučajevima pri identifikaciji je pomagala gospođa Tamara Volodimirovna, koja je bila zaposlenica lokalne mrtvačnice. Njoj su okupacijske snage naložile da spomenute grobove označava samo brojevima, a da brojeve i imena pojedinaca zabilježi u poseban dnevnik.
Neki od ljudi pokopanih u grobnicama bili su vjerojatno ustrijeljeni, neki su bili žrtve granatiranja, a ostatak je umro zbog nedostatne medicinske pomoći. Prema informacijama ukrajinskih vlasti, neka od iskopanih tijela imala su ruke svezane iza leđa, te je na njima bilo znakova mučenja. Guverner Harkivske oblasti izjavio je nakon otkrića: "Među tijelima koja su ekshumirana danas, 99% njih je sadržavalo znakove nasilne smrti. Nekoliko je rijela pronađeno s rukama svezanim iza leđa, a jedna je osoba pokopana s užetom za vješanje oko vrata. Očito da su ti ljudi bili mučeni i pogubljeni. Među pokopanima ima i djece..."
Novinarka Emmanuelle Chaze koja je izvještavala s mjesta otkrića, izvijestila je o truplu 18-godišnjeg muškarca koje je pronađeno s rukama vezanim iza leđa. Potiljak mu je bio razbijen oštrim predmetom, mošnje su mu bile zgnječene, a bedra su mu također pokazivala znakove mučena.
Građani koji su preživjeli okupaciju izjavili su da su Rusi tražili pojedince, kao i da su imali posebne liste na kojima su bila imena građana koji su bili pripadnici Ukrajinske vojske, obitelji pripadnika Ukrajinske vojske ili veterani Rata u Donbasu. Također su rekli da bi pri selekciji žrtava, terorizirali lokalno stanovnišvo traživši ih da se skidaju goli. Gospođa Volodimirovna rekla je da su joj Rusi dozvolili da pokopa dio mrtvih pripadnika ukrajinskih oružanih snaga, ali da za većinu njih Rusi nisu dozvolili ukop i da ne zna gdje su ih odveli.

## Istraga
Iz Ujedinjenih Naroda najavili su da namjeravaju poslati promatrače u Izjum. Češka Republika, koja tijekom rujna 2022. predsjeda Europskom Unijom zatražila je osnivanje posebnog međunarodnog suda nakon otkrića grobnice.